# 비단섬
비단섬(緋緞島, Pidan-Som)은 조선민주주의인민공화국 평안북도 신도군에 위치한 섬으로, 한반도에서 가장 서쪽에 있는 땅이다. 또한 조선민주주의인민공화국에서 신미도를 제치고 제일 큰 섬이 되었다. 면적은 64.368 km2이고 둘레는 47.07 km이다.

## 지형
과거 이곳은 룡천군 서남쪽 해상의 신도·마안도·말도·장도 등은 노적도·싸리도 등과 함께 신도렬도를 이루고, 북쪽의 무명평·영문강 일대는 밀물 때 바닷물에 잠겼다가 썰물 때는 섬의 형태로 드러나던 곳이었다. 
압록강 연안과 해안 일대에서 운반된 퇴적물로 이루어진 간석지에 1958년 6월에 신도지구개간사업이 이루어져 하나의 섬이 되었다. 행정구역 상 평안북도 신도군에 소속되어 있으며, 신의주시와 매우 인접하다.
옛 신도(薪島)에 해당하는 곳에는 상상봉(해발고도 92m)·삼각봉(해발고도 91m)이 있고, 나머지 대부분 지역은 평탄한 평지이다.
압록강과 서해가 만나는 중국과 이 섬 사이의 강은 퇴적으로 매우 좁아진 상태로 소록강이라고 불린다.

## 역사
| Daedongyeojido (Gyujanggak) 08-06.jpg |  |
|                                       |  |

신도는 조선과 명·청의 접경 지대인 압록강 하구에 위치해 있다. 조선 때는 평안도 룡천군에 속해 있었다. 조선왕조실록의 여러 부분에는 청나라 사람들이 무리를 지어 신도에 들어와 물건을 훔치거나 몰래 땅을 일구다 조선 군사들에게 쫓겨났다는 기록이 남아 있는데, 이를 통해 조선과 청나라 양측이 모두 신도를 조선 영토로 분명히 인식하고 있음을 알 수 있다.
조선왕조실록(순조실록)에는 1803년 청나라 군사 3백여명이 신도(薪島)에 무단상륙했다는 기록이 있다. 청의 황제는 이후 조선 의주부윤에게 '청의 죄인 6명이 장자도(신도)에 숨어들어가 살고 있었지만, 조선 군사들이 체포하지 않아 청의 군사를 동원했다.'는 해명 공문을 보냈다.
1958년 6월 신도지구개간사업으로 신도(薪島), 마안도(馬鞍島), 말도, 장도, 양도와 무명평·영문강(迎門崗) 일대의 간석지를 둑으로 연결하여 비단섬을 만들었다.
조중 변계 조약(1964년 발효)에서는 비단섬(신도·마안도 등)과 중국(단둥 시) 사이의 국경을 명확히 하고 있다. 1960년대에 중국에서 발간된 지도 중에는 비단섬을 종종 중국 땅으로 표시한 엉터리 지도가 있었으나, 최근 중국 단둥시가 발간한 압록강 일대 관광지도에는 '薪島'라는 표기와 함께 조선민주주의인민공화국 영토임을 뜻하는 '(朝)'를 적어놓고 있다.

## 행정 구역
- 신도군 : 1988년에 비단섬 · 황금평 · 서호섬 등 압록강 하구의 섬들을 룡천군에서 분리시켜 만들었다.
  - 신도읍 : 비단섬 남부
  - 비단섬로동자구 : 비단섬(신도읍 지역 제외)

## 문화재
- 조선민주주의인민공화국 지리천연기념물 제63호로 지정된 코끼리바위가 있다. 모양이 코끼리처럼 생겨 붙은 이름으로 이전에는 마안도에 속해 있었다. 길이 40m, 높이 15m, 윗부분 너비 8m, 코 부분 둘레 9m이다.
- 밀물 때는 마치 코끼리가 물에서 헤엄치는 것처럼 보이고 간석지가 드러날 때는 코끼리가 갯벌에 빠져 있는 것으로도 보인다.

- 1972년 김일성 국가주석의 60회 생일을 맞아 비단섬이 그의 지시로 만들어졌음을 선전하는 비단섬 유래비가 세워졌다.

## 같이 보기
- 조중 변계 조약
- 황금평
- 중화인민공화국
  - 랴오닝성
    - 단둥 시(지급시)
      - 둥강 시(현급시)